# 1,2,3,4,5-Pentakis(4-butylphenyl)-1,3-cyclopentadien
1,2,3,4,5-Pentakis(4-butylphenyl)-1,3-cyclopentadien ist eine organisch-chemische Verbindung aus der Stoffgruppe der Diene und ein Cyclopentadien-Derivat. Das Anion dieser Verbindung wird als sterisch anspruchsvoller Ligand, oft abgekürzt als CpBIG, in der metallorganischen Chemie der Sandwichverbindungen verwendet.

## Darstellung
1,2,3,4,5-Pentakis(4-butylphenyl)-1,3-cyclopentadien ist in einer einstufigen Reaktion durch die palladiumkatalysierte Reaktion von Zirconocendichlorid mit 4-n-Butylbrombenzol darstellbar.

## Reaktionen
1,2,3,4,5-Pentakis(4-butylphenyl)-1,3-cyclopentadien reagiert direkt mit einer Reihe von metallorganischen Verbindungen oder in reduzierter Form als Natrium- oder Kaliumverbindung mit den Salzen von Haupt- und Übergangsmetallen. Die entstehenden Metallocene sind in Gegensatz zu den unsubstituierten Pentaphenylcyclopentadienylkomplexen in verschiedenen Lösungsmitteln gut löslich.
Die perarylierten Metallocene, etwa von Samarium, weisen zum Teil eine ungewöhnliche Stabilität auf. Diese ist wahrscheinlich durch Wasserstoffbrückenbindungen zwischen den Substituenten zu erklären. Die Umsetzung von 1,2,3,4,5-Pentakis(4-butylphenyl)-1,3-cyclopentadien mit stark basischen Strontium- und Bariumverbindungen liefert die entsprechenden coplanaren Sandwichverbindungen.